# Macedònia de fruita

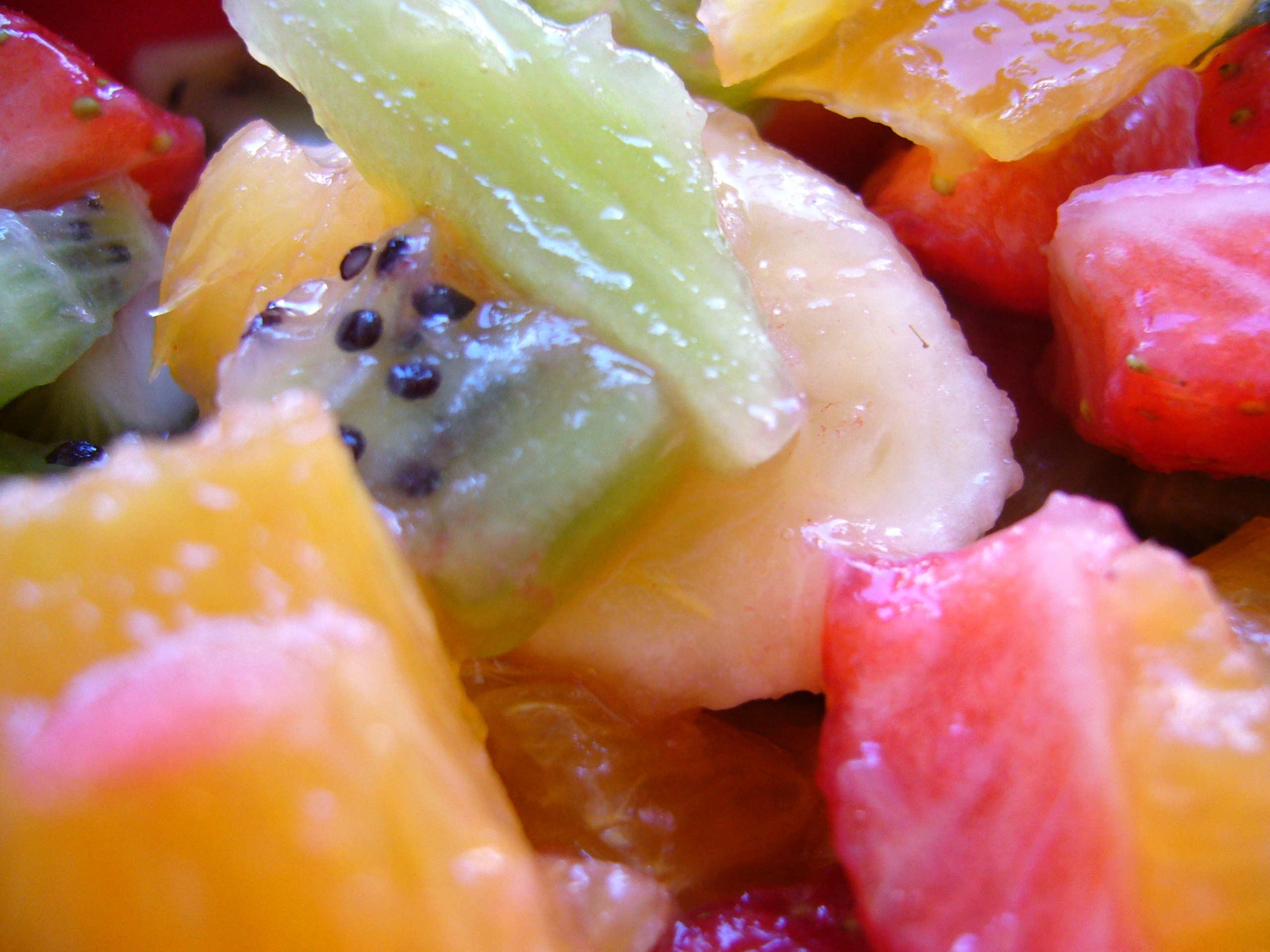
Macedònia

La macedònia són unes postres fetes amb una mescla de fruites tallades en bresa, o millor en daus regulars no gaire grossos, amb el seu mateix suc, i que també pot dur unes cullerades de sucre. S'hi pot afegir un licor o una mica de suc de llimona o de taronja. No existeix una recepta única de macedònia, ja que moltes vegades es prepara amb fruites del temps.
La macedònia forma part de la cuina dels Països Catalans i en general és molt habitual a la cuina mediterrània. Amb el contacte amb Amèrica va ser exportada a aquest continent.
En altres llengües es considera una amanida de fruita. Sembla que el nom que rep en català prové d'establir una analogia entre Macedònia, com a regió multiracial on viuen grecs, búlgars, albanesos i serbis, i aquestes postres que barregen diferents tipus de fruita.
En algunes poblacions valencianes aquesta postra s'anomena capdefruita.